# Cyrtodactylus laevigatus
Cyrtodactylus laevigatus là một loài thằn lằn trong họ Gekkonidae. Loài này được Darevsky mô tả khoa học đầu tiên năm 1964.